# ويندانج (نيو ساوث ويلز)
ويندانج (بالإنجليزية: Windang)‏ هي إحدى ضواحي ولونغونغ في نيو ساوث ويلز على الطرف الجنوبي لشبه الجزيرة التي تحرس مدخل المحيط لبحيرة إيلاوارا.